# 巴亭縣
巴亭縣是新莽巴郡所屬的一個縣，其轄地在重慶市涪陵區。